# Herta Mohr
Pour les articles homonymes, voir Mohr.
Herta Theresa Mohr, née 24 avril 1914 à Vienne (Autriche) et morte le 15 avril 1945 à Bergen-Belsen, est une égyptologue juive autrichienne victime de la Shoah.
En février 2024, la faculté des sciences humaines de l'université de Leyde annonce qu'un bâtiment récemment rénové porte le nom de Herta Mohr.

## Biographie

### Vienne, 1914-1937
Herta Mohr est la seule enfant d'Adolf Israel Mohr et de Gabriele Kaufmann. Son père a servi comme médecin dans les hôpitaux de campagne pendant la Première Guerre mondiale ; il a reçu une Croix d'or du mérite. Mohr s'inscrit d'abord comme étudiante en médecine à l'université de Vienne, mais se réoriente vers les Études orientales. En 1937-1938, elle suit des cours d'égyptologie et de langues africaines dispensés par Wilhelm Czermak (de) (1889-1953) et Heinrich Balcz (de) (1898-1944).

### Leyde, 1937-1942
Herta Mohr et ses parents déménagent à Leyde, aux Pays-Bas ; elle s'inscrit à l'université de Leyde en novembre 1937.
En septembre 1938, elle donne une conférence sur la chapelle funéraire de Hetepherakhty, un monument de l'Égypte antique datant de l'Ancien Empire, au 20e congrès international des orientalistes à Bruxelles, intitulée « Einige Bemerkungen zur Leidener Mastaba » (Quelques remarques sur le mastaba de Leyde) et illustrée d'images de lanternes. 
Baptisée catholique le 13 juillet 1939, elle rejoint l'association des étudiants catholiques romains de Leyde « Augustinus ». Bien qu'Herta Mohr ait un permis de voyage pour les États-Unis, elle n'a finalement pas pu l'utiliser. En 1940, lorsque l'occupation nazie aux Pays-Bas a forcé tous les habitants non néerlandais à quitter la zone côtière, elle déménage à Eindhoven, tandis que ses parents déménagent à 's-Hertogenbosch. Herta Mohr poursuit les préparatifs de son étude sur la chapelle funéraire de Hetepherakhty. Le volume est publié en 1943 par la Société orientale néerlandaise « Ex Oriente Lux », à laquelle elle avait adhéré alors qu'elle vivait à Leyde.

### Arrestation et décès, 1942-1944
Le 2 août 1942, la famille Mohr fait partie des juifs catholiques qui sont arrêtés et transportés au camp de regroupement et de transit de Westerbork en représailles à une protestation de l'Église catholique contre la persécution des juifs. Herta Mohr travaille comme traductrice à Westerbork et son transfert ultérieur vers un camp de concentration est temporairement reporté (Sperre) pour cette raison. Après un incident en janvier 1944, elle est transférée vers le camp de concentration d'Auschwitz à titre de punition. Ses parents, Adolf et Gabriele Mohr, sont transportés vers le camp de concentration de Theresienstadt à la même époque. Ils sont envoyés de Theresienstadt à Auschwitz à la fin du mois d'octobre 1944 et sont tués immédiatement après leur arrivée.
En janvier 1945, lorsque Auschwitz est évacué avant l'arrivée des forces russes, Herta Mohr doit être envoyé avec d'autres prisonniers au camp de concentration de Gross-Rosen ; un témoin oculaire l'a vu dans l'hôpital de ce camp. Gross-Rosen est également évacué avant sa libération en février 1945 ; les prisonniers sont envoyés dans d'autres camps de concentration en Allemagne.
Officiellement, Herta Mohr meurt au Bergen-Belsen le 15 avril 1945, date de la libération et donc de la fin de ce camp de concentration.

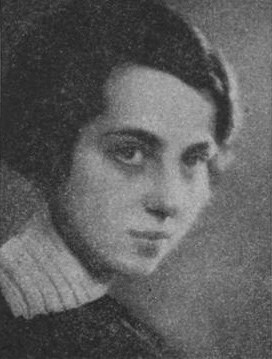
Portrait de Mohr tiré du livre d'Arnolds: Gedenkboek etc., 1947.
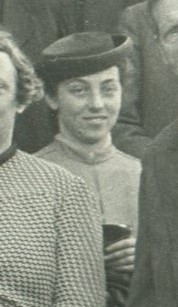
Mohr parmi des collègues, date inconnue.
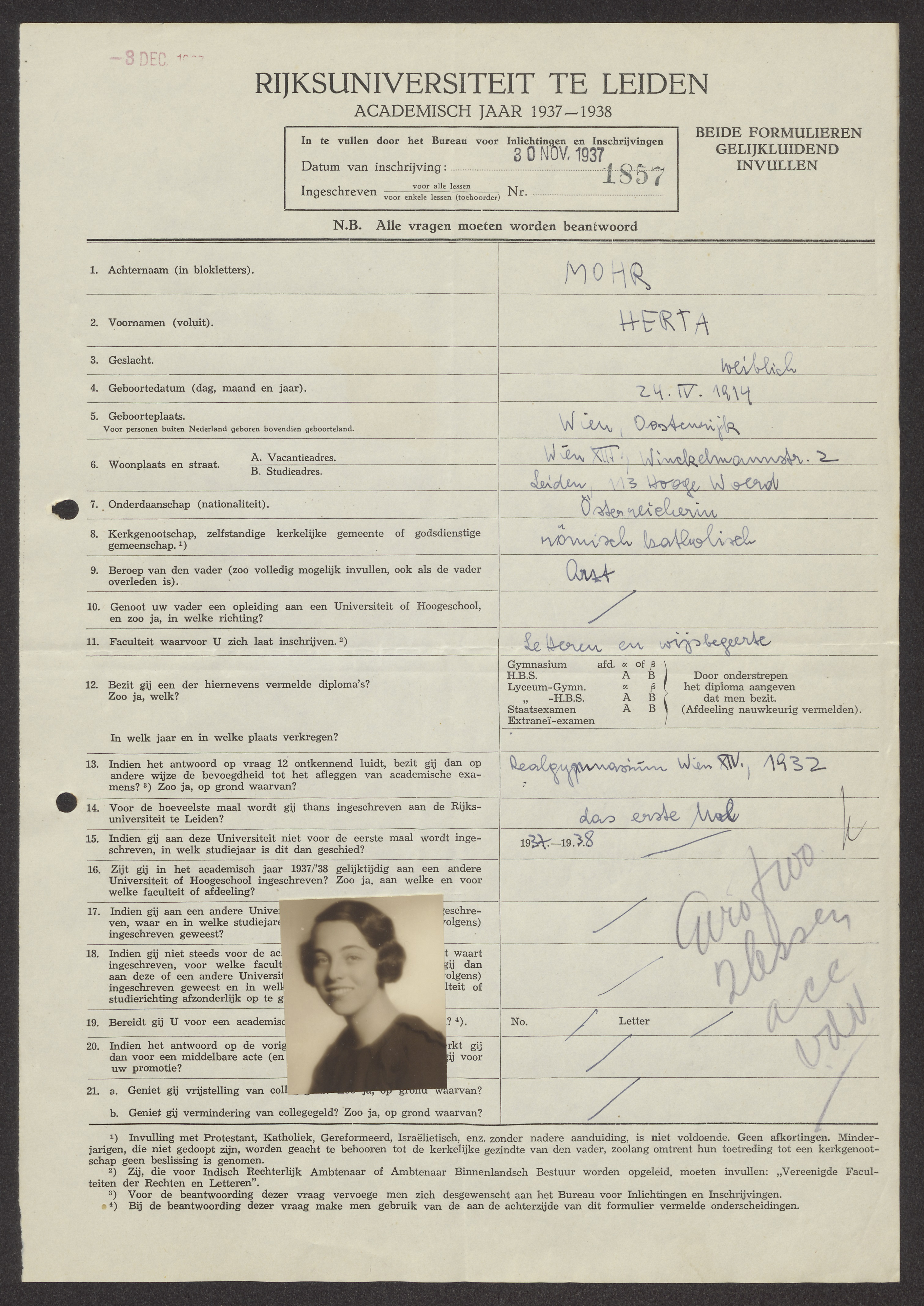
Inscription de Herta Mohr comme étudiante dans la faculté des Lettres et de Philosophie, Université de Leyde, 30 novembre 1937.
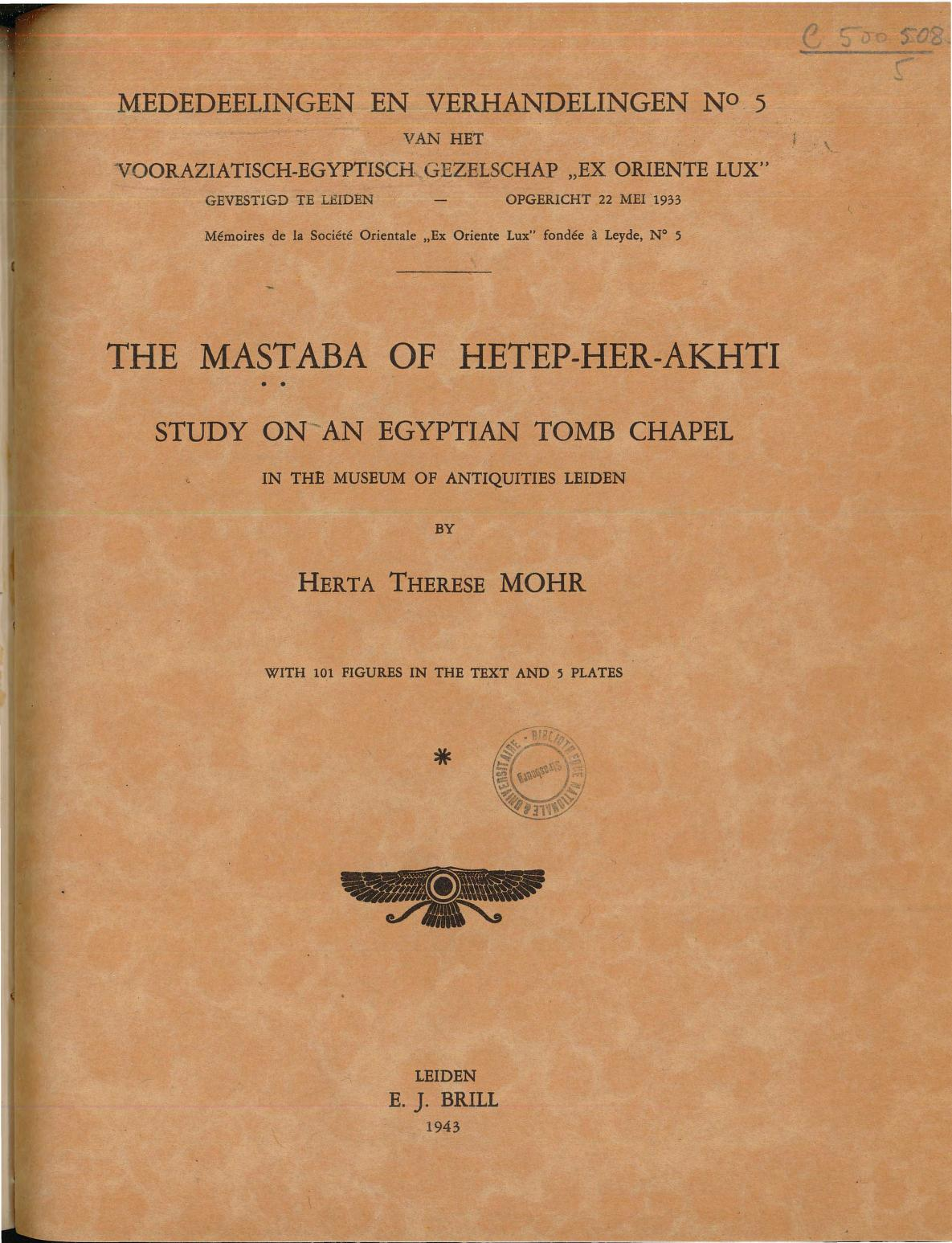
Herta Therese Mohr: The Mastaba of Hetep-her-Akhti. Study on an Egyptian tomb chapel in the Museum of Antiquities,  Leiden, 1943.

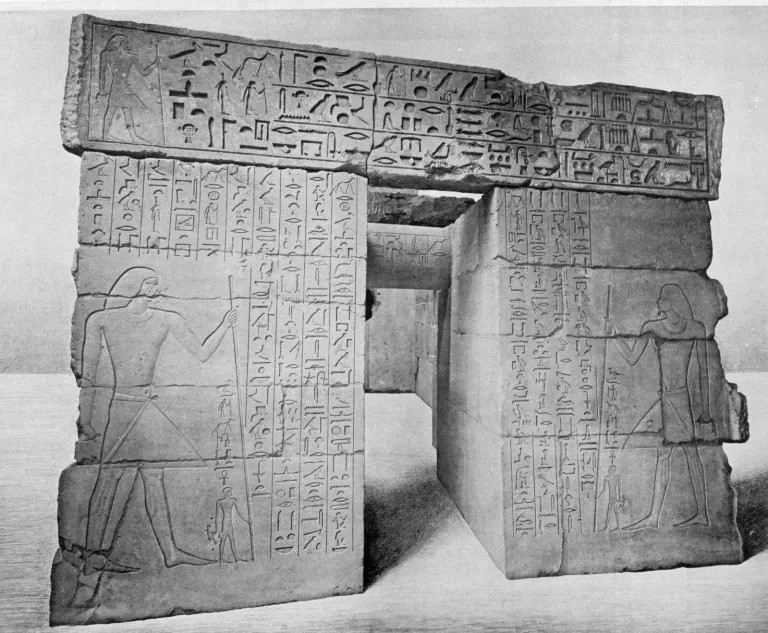
Chapelle égyptienne à offrandes de Hetepherakhty provenant de Saqqarah, Musée national des antiquités, Leyde, 1905.
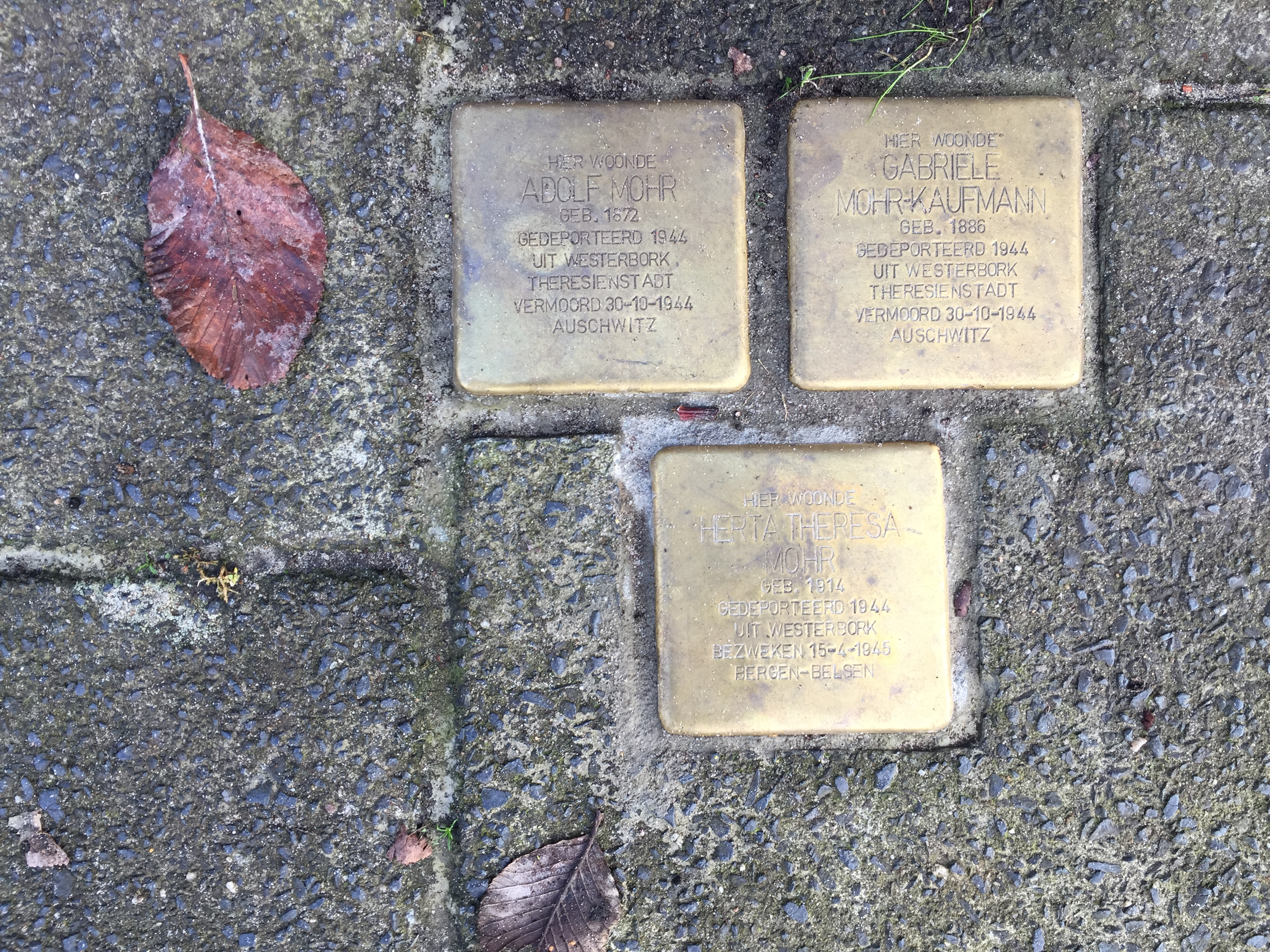
Stolpersteine (pavés de mémoire) à Leyde par rapport à Adolf Mohr (1872-1944), Gabriele Mohr-Kaufmann (1886-1944) et Herta Mohr (1914-1945).
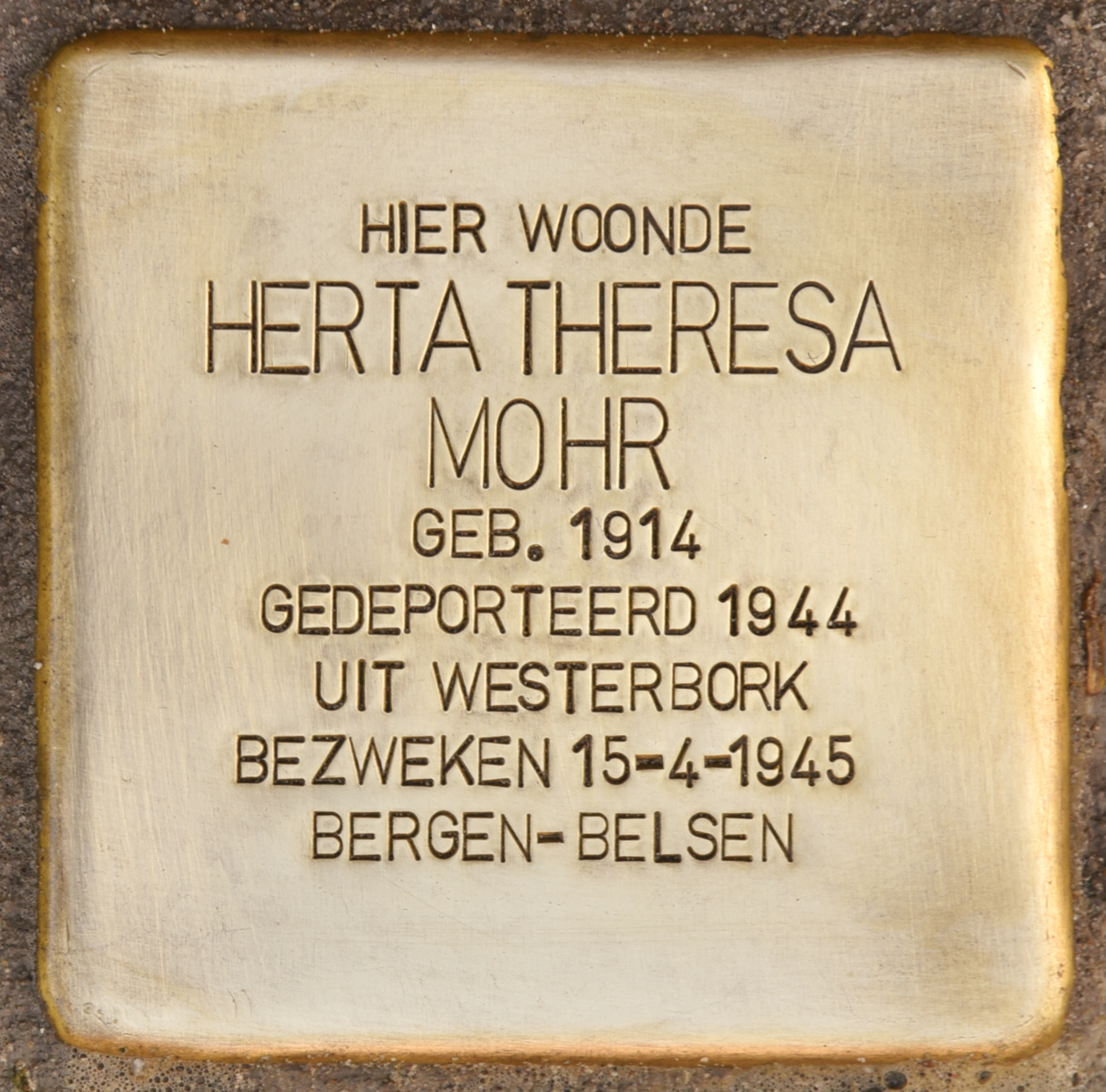
Détail: Stolperstein à Leyde pour Herta Theresa Mohr.

## Publications
Entre autres :
- (nl) H.Th. Mohr, « Een vechtpartij te Leiden: Vorm en inhoud van een reliëf in de mastaba van Ḥtp-ḥr-Ꜣḫtj » [« Un combat à Leyde : Forme et contenu d'un relief dans le mastaba de Ḥtp-ḥr-Ꜣḫtj »], Jaarbericht Ex Oriente Lux, vol. 7,‎ 1940, p. 535–541, pl. IX (OCLC 604997354)

- (en) H.Th. Mohr, The Mastaba of Hetep-Her-Akhti. Study on an Egyptian Tomb Chapel in the Museum of Antiquities Leiden [« Le mastaba de Hetep-Her-Akhti. Étude sur une chapelle tombale égyptienne du Musée des Antiquités de Leyde »], vol. 5, Leiden, E.J. Brill, 1943 (OCLC 804912269, lire en ligne)

## Études
- (nl) A.L.M. Arnolds, Gedenkboek van de Katholieke Academische Gemeenschap 1940–1945, Leyde, 1947 (OCLC 902053435), p. 91–92
- (en) Nicky van de Beek, « Herta Mohr (project page) », sur nickyvandebeek.com, 15 juin 2022 (consulté le 6 juin 2024)
- (en) Nicky van de Beek (dir.), Imaging and Imagining the Memphite Necropolis. Liber Amicorum René van Walsem, vol. 30, Leuven & Leiden, Peeters & NINO, coll. « Egyptologische Uitgaven », 2017, 233–238 p. (ISBN 978-90-6258-230-3, OCLC 1007802328, lire en ligne), « Herta Mohr and the Mastaba of Hetepherakhty »
- (en) Nicky van de Beek (dir.), Addressing Diversity. Inclusive Histories of Egyptology, vol. 9, Münster, Zaphon, 2023 (ISBN 978-3-96327-144-1, OCLC 1409028878, lire en ligne), « Braving the Odds. Egyptologist Herta Mohr during the Second World War », p. 181–203
- (nl) D. Giltay Veth et A.J. Van der Leeuw, Rapport door het Rijksinstituut voor Oorlogsdocumentatie uitgebracht aan de minister van Justitie inzake de activiteiten van drs. F. Weinreb gedurende de jaren 1940–1945, in het licht van nadere gegevens bezien, 1976 (OCLC 781260296), p. 1310–1315
- (nl) I. La Brijn et M. Biró, « Studentinschrijving Herta Mohr », sur Keuzes in oorlogstijd (Digital exhibition), Leiden University Libraries, 2020 (consulté le 6 juin 2024)
- (de) Herta Mohr, Actes du XXe Congrès international des orientalistes, Bruxelles, 5–10 septembre 1938 [« Quelques remarques sur le mastaba de Leyde »], Louvain, Bureaux du Muséon, 1940 (OCLC 750881985), « Einige Bemerkungen zur Leidener Mastaba », p. 95–97
- (de) H. Posch, « Herta Mohr », sur Gedenkbuch für die Opfer des Nationalsozialismus an der Universität Wien 1938, Université de Vienne, 2013 (consulté le 6 juin 2024)
- (en) Redactie Joods Monument, « Adolf Mohr and his family », sur Joods Monument, 7 avril 2016 (consulté le 6 juin 2024)